# Nipponomyia pentacantha
Nipponomyia pentacantha är en tvåvingeart som beskrevs av Alexander 1958. Nipponomyia pentacantha ingår i släktet Nipponomyia och familjen hårögonharkrankar. Inga underarter finns listade i Catalogue of Life.